# Christum wir sollen loben schon, BWV 121

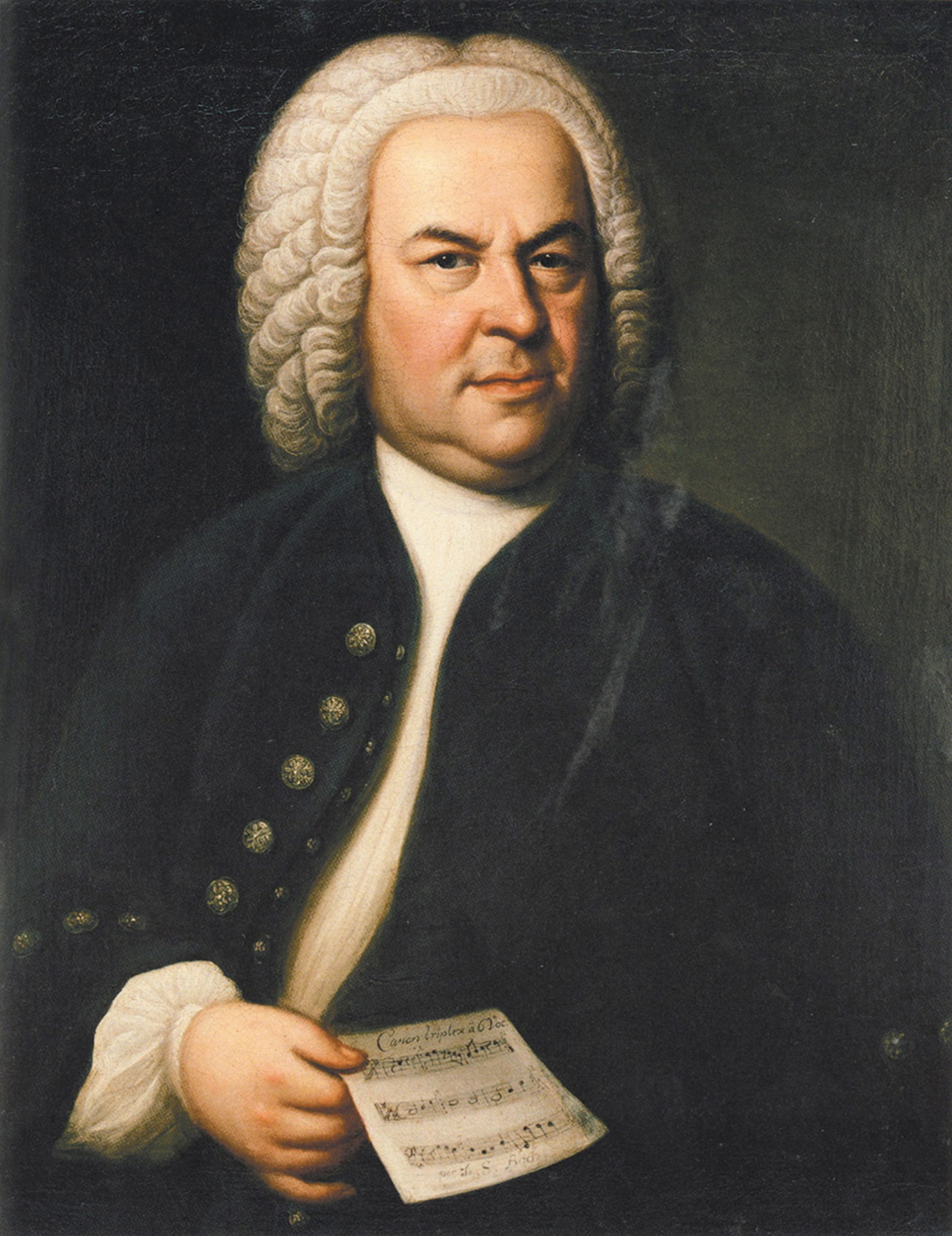
Johann Sebastian Bach, compositor de la cantata.

Christum wir sollen loben schon, BWV 121 (Debemos alabar mucho a Cristo) es una cantata de iglesia compuesta por Johann Sebastian Bach en Leipzig para el segundo día de Navidad y la interpretó por primera vez el 26 de diciembre de 1724. La cantata coral está basada en el himno Christum wir sollen loben schon de Martín Lutero.

## Historia y texto

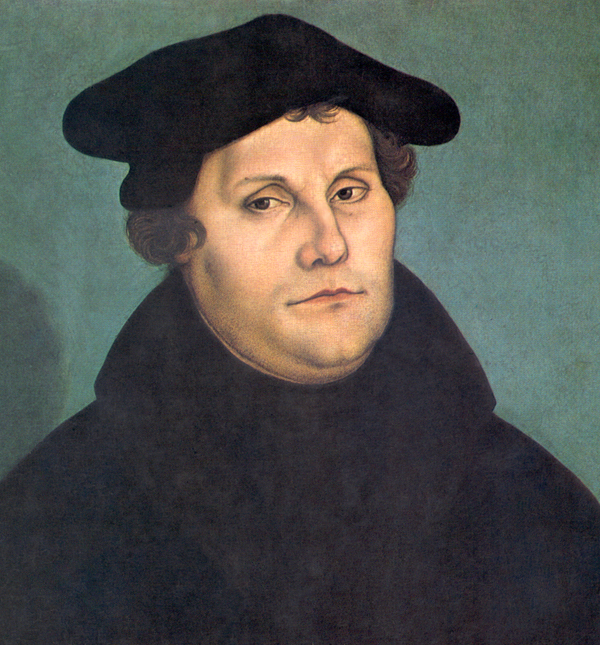
El texto de la cantata se basa en un himno de Martín Lutero.

Bach compuso la cantata en su segundo año en Leipzig para el segundo día de Navidad. Las lecturas prescritas para el día de la fiesta fueron de la Epístola a Tito (Tito 3:4-7), los Hechos de los Apóstoles (Hechos 6:8-15 y Hechos 7:55-60) y el Evangelio de Lucas (Lucas 2:15-20).
La fuente de la melodía es la realizada por Martín Lutero para el himno Christum wir sollen loben schon, una traducción alemana del latín A solis ortus cardine (c. 430). El coro de apertura es su primer verso y la coral de cierre es su octavo verso, ambos sin cambios. Los demás versos del himno están adaptados libremente como recitativos y arias madrigalianos por un poeta desconocido.

## Partitura y estructura
La pieza está compuesta para solistas vocales alto, tenor y bajo con un coro de cuatro partes. Las partes instrumentales son cornetto, tres trombones, oboe de amor, dos violines, viola y bajo continuo.
La cantata consta de seis movimientos:
1. Coro: Christum wir sollen loben schon
2. Aria (tenor): O du von Gott erhöhte Kreatur
3. Recitativo (alto): Der Gnade unermesslich's Wesen
4. Aria (bajo): Johannis freudenvolles Springen
5. Recitativo (soprano): Doch wie erblickt es dich in deiner Krippe
6. Coral: Lob, Ehr und Dank sei dir gesagt

## Música

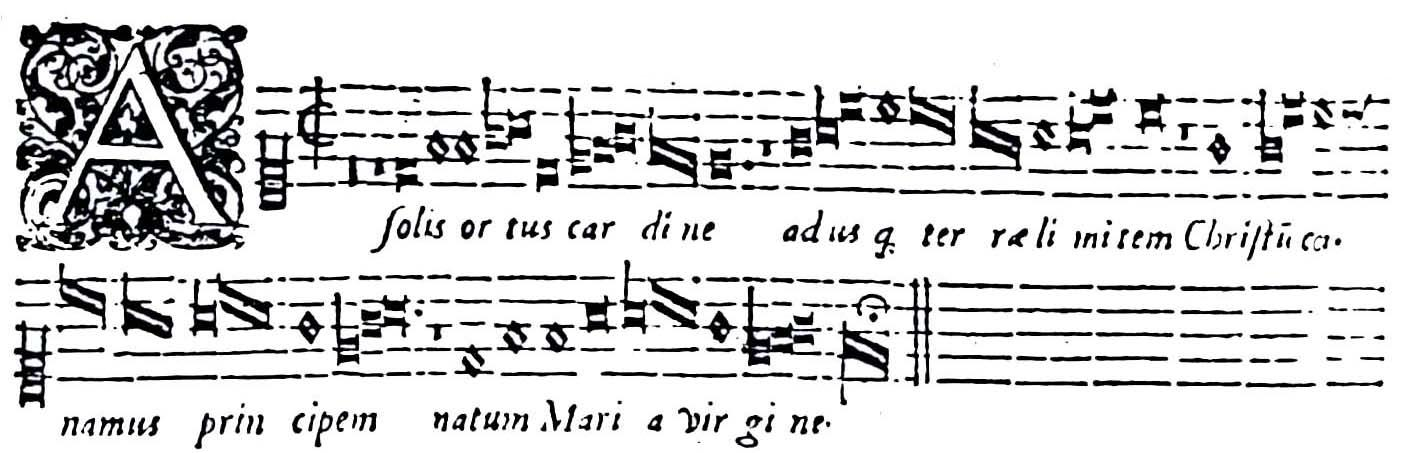
La melodía del himno cristiano primitivo en el que se basa el coro de apertura y la coral de cierre de la cantata.

El motete coral de apertura está construido sobre un cantus firmus en modo cuasi-sacro en la soprano, con un efecto arcaico subrayado por un acompañamiento completo de metales de cuatro voces. Los instrumentos, además del bajo continuo, duplican en gran medida las líneas vocales; éstos y el bajo continuo asumen un papel contrapuntístico. Bach usó técnicas de fuga y una cadencia final extendida. Comienza en mi menor e, inusualmente, cierra un tono más alto en fa ♯ menor.
El aria de tenor se compone como un aria da capo moderna, en la que el esquema simétrico se rompe por periodización irregular y armonización. Incluye una parte de oboe de amor muy destacada. El movimiento es principalmente en si menor. Craig Smith comentó que el aria está «maravillosamente fuera de lugar».
El tercer movimiento es un recitativo alto. Termina con una «progresión enarmónica sorprendente - una transformación simbólica» a do mayor.
El aria del bajo es casi como una danza, ya que juega con la armonía y retrata saltos, con lo que refleja las referencias del texto del movimiento al salto de Juan el Bautista en el vientre de su madre durante la Visitación de María. El ritornello en forma binaria de las cuerdas se repite cuatro veces durante el aria, enmarcando tres secciones vocales separadas del aria da capo.
El penúltimo movimiento es un recitativo de soprano, corto y arioso. Es notable por su registro extendido.
El movimiento coral de cierre presenta la doxología en un escenario de cuatro partes e ilumina la melodía de la iglesia primitiva en una tonalidad mayor-menor moderna. Inusualmente, la pieza termina en una cadencia imperfecta en si menor.

## Grabaciones
- Münchener Bach-Chor / Münchener Bach-Orchester, Karl Richter. Bach Cantatas Vol. 1. Arkiv Produktion, 1972.
- Gächinger Kantorei Stuttgart / Bach-Collegium Stuttgart, Helmuth Rilling. Die Bach Kantate. Hänssler, 1980.
- Monteverdi Choir / English Baroque Soloists, John Eliot Gardiner. J. S. Bach: Christmas Cantatas. Arkiv Produktion, 1998.
- Holland Boys Choir / Netherlands Bach Collegium, Pieter Jan Leusink. Bach Edition Vol. 14 – Cantatas Vol. 7. Brilliant Classics, 2000.
- Amsterdam Baroque Orchestra & Choir, Ton Koopman. J. S. Bach: Complete Cantatas  Vol. 12. Erato, 2000.
- Bach Collegium Japan, Masaaki Suzuki. J. S. Bach: Cantatas Vol. 31 – BWV 91, 101, 121, 133. BIS, 2004.